# Barbara Rae-Venter
Barbara Rae-Venter (Auckland, 17 luglio 1948) è una genealogista neozelandese naturalizzata statunitense conosciuta per aver aiutato la polizia e gli investigatori a identificare Joseph James DeAngelo come il Golden State Killer.

## Biografia
Barbara Rae è nata il 17 luglio 1948 ad Auckland, in Nuova Zelanda, ed è cresciuta nel quartiere di Remuera. Si è trasferita negli Stati Uniti all'età di 20 anni e ha la cittadinanza statunitense.
Ha conseguito un Bachelor of Arts in Psicologia e Biochimica presso l'Università della California a San Diego nel 1972 e ha conseguito il dottorato di ricerca in Biologia presso la stessa università nel 1976. Dal 1976 al 1979 è stata borsista post-dottorato al Roswell Park Comprehensive Cancer Center (allora noto come Roswell Park Memorial Institute) di Buffalo a New York. Dal 1979 al 1983 è stata assistente professore all'University of Texas Medical Branch a Galveston in Texas. Si è immatricolata all'Università del Texas ad Austin Law School nel maggio 1983 e ha ricevuto il Juris Doctor nell'agosto 1985.
In seguito ha lavorato come avvocata nel settore dei brevetti in California, specializzandosi in biotecnologia, ed è stata assistente professore all'Università di Stanford dal 1988 al 1990. L'ambito di ricerca di Rae-Venter era il tumore alla mammella e il cancro gastrointestinale.

### Genealogia genetica
L'interesse di Rae-Venter per la genealogia è iniziato quando ha conosciuto un cugino, attraverso un sito web per la condivisione dell'albero genealogico, che voleva ricercare il suo padre biologico. Per aiutare suo cugino ha completato un corso online su come utilizzare i test genetici per trovare i parenti, diventando alla fine uno degli insegnanti del corso.
Il campo della genealogia genetica è stato sviluppato in gran parte da volontari appassionati di storia familiare e Rae-Venter ha capito che le tecniche utilizzate per identificare i membri della famiglia nei casi di adozione potrebbero avere usi più ampi per le forze dell'ordine riguardo l'identificazione delle vittime e delle persone sospettate. Alcune forze dell'ordine hanno inizialmente respinto l'idea.
Rae-Venter è stata coinvolta nella risoluzione di diversi casi criminali di alto profilo, tra cui gli omicidi di Bear Brook nel New Hampshire e il Golden State Killer in California. Nel 2018, dopo che il suo ruolo nell'uso della genetica e della genealogia per risolvere i crimini è diventato noto, Rae-Venter è stata inserita nella lista delle "10 persone che contano quest'anno" di Nature. È stata anche inserita nella lista delle 100 persone più influenti del 2019 per Time 100.

#### Omicidi di Bear Brook
Il primo coinvolgimento di Rae-Venter nell'uso di database genetici e alberi genealogici disponibili al pubblico per contribuire alle indagini criminali è iniziato nel 2015, quando le fu chiesto di aiutare gli investigatori a identificare la vera identità di una donna che era stata rapita da bambina.
Rae-Venter suggerì alla donna di inviare il suo campione ai vari siti nella speranza di trovare altri membri della famiglia. Il caso si è sviluppato fino a richiedere 20.000 ore di lavoro e un numero significativo di volontari che sono stati in grado di identificare il nome di nascita della donna e di metterla in contatto con uno dei suoi nonni. Oltre a identificare la famiglia e il nome di nascita della donna, Rae-Venter e il suo team hanno identificato la madre naturale di un parente trovato durante la ricerca, il che ha permesso loro di incontrarsi.
L'identificazione di questa donna ha portato le autorità a collegare il suo rapitore a una serie di omicidi nel New Hampshire, noti come gli omicidi di Bear Brook. Rae-Venter ha contribuito all'identificazione definitiva della vera identità del sospettato, Terry Peder Rasmussen, utilizzando il DNA ottenuto dalla sua autopsia dopo la sua morte in prigione. Rasmussen era stato incarcerato per un altro omicidio con il nome di Larry Vanner.

#### Golden State Killer
Paul Holes, un ispettore che aveva lavorato sul caso del Golden State Killer per decenni, ha contattato Rae-Venter nel marzo 2017 per chiedere il suo aiuto nell'uso della genealogia per la ricerca di nuove piste nel caso. Nell'ottobre 2017 Rae-Venter ha contribuito al team che cercava di identificare l'assassino. Rae-Venter ha utilizzato GEDmatch, Family Tree DNA e MyHeritage e ha contribuito a strutturare gli sforzi di ricerca genetica della squadra. La squadra ha isolato un campione di DNA da una scena del crimine del Golden State Killer per creare un profilo di DNA che potesse essere caricato nei database genealogici, che hanno prodotto corrispondenze positive con diversi parenti lontani, e da questi Rae-Venter è stato in grado di costruire un albero genealogico usando le tradizionali tecniche di ricerca familiare
Identificando i parenti dell'assassino, gli investigatori potevano prima lavorare a ritroso per trovare un antenato comune e poi lavorare in avanti per identificare tutti i membri delle generazioni più giovani della famiglia. Una volta identificati tutti i membri di una famiglia, gli investigatori potevano iniziare ad eliminare gli individui che non erano sospettati. È stato necessario costruire più alberi genealogici. Queste informazioni sono state combinate con le previsioni sull'etnia e l'aspetto fisico per restringere la lista dei sospetti. Molteplici prove iniziarono a convergere quando furono considerati i profili genetici, inclusa la possibilità che il sospetto avesse un'eredità italiana. Dopo che il sospetto è stato identificato, nuovi campioni di DNA sono stati raccolti dal sospetto di nascosto e testati rispetto ai campioni della scena del crimine. I campioni del sospetto corrispondevano a quelli dell'assassino, confermando la sua identità. Joseph DeAngelo è stato arrestato il 24 aprile 2018.
Subito dopo l'arresto Rae-Venter ha scelto di non essere identificata pubblicamente per paura della sua sicurezza personale. Alcuni mesi dopo l'arresto del Golden State Killer Rae-Venter permise a Holes di identificarla pubblicamente. Nei mesi successivi era aumentato l'interesse per la genealogia genetica e altre persone erano state identificate in questo campo. Dopo che il suo ruolo nel caso del Golden State Killer è diventato noto Rae-Venter è stata contattata per collaborare in almeno 50 casi irrisolti, inclusi omicidi e vittime non identificate.

#### Altri casi
Alla conclusione del caso del Golden State Killer, Rae-Venter ha discusso dei casi futuri a cui stava lavorando, compreso il caso del ragazzo nella scatola in Pennsylvania.
Nel 2019 Rae-Venter ha aiutato a identificare i resti di un bambino che era stato trovato nel 1998. Sulla base del profilo del DNA del bambino ha determinato che il bambino era probabilmente di discendenza mista asiatica e bianca. La ricerca nei database online ha identificato un possibile parente che potrebbe identificare il bambino. La famiglia del bambino aveva supposto che fosse tornato in Corea del Sud con sua madre. Questa scoperta ha portato anche all'identificazione dei resti della madre. Un sospetto, che era già incarcerato per altre accuse, è stato identificato.

### Vita privata
Alla fine degli anni '60, mentre si trovava a Sydney, in Australia, ha incontrato Craig Venter, un soldato americano in licenza dalla guerra del Vietnam. Si sono rincontrati durante un'escursione di tre mesi in Europa e si sono sposati a Ginevra nel 1968. Si sono separati nel 1980 e hanno un figlio. Ha sposato Joseph Elmer Huff III il 21 settembre 1981 e hanno divorziato nell'aprile 1983. Nel corso della sua ricerca sul proprio albero genealogico, Rae-Venter ha identificato un prozio che lavorava come poliziotto a Londra nel periodo in cui era attivo Jack lo squartatore.